# 雅克-18
雅克-18（或翻译作，北约代号：Max）是苏联雅科夫列夫设计局在第二次世界大战后设计生产的一种双座初级教练机。雅克-18也被中国南昌飞机制造厂在1950年代仿制，定型为初教-5（CJ-5），現在中俄分別用初教-6與Yak-52等較新的機型代替了，最近更開始了二次換新的合作開發的初教-7或Yak-152。

## 历史

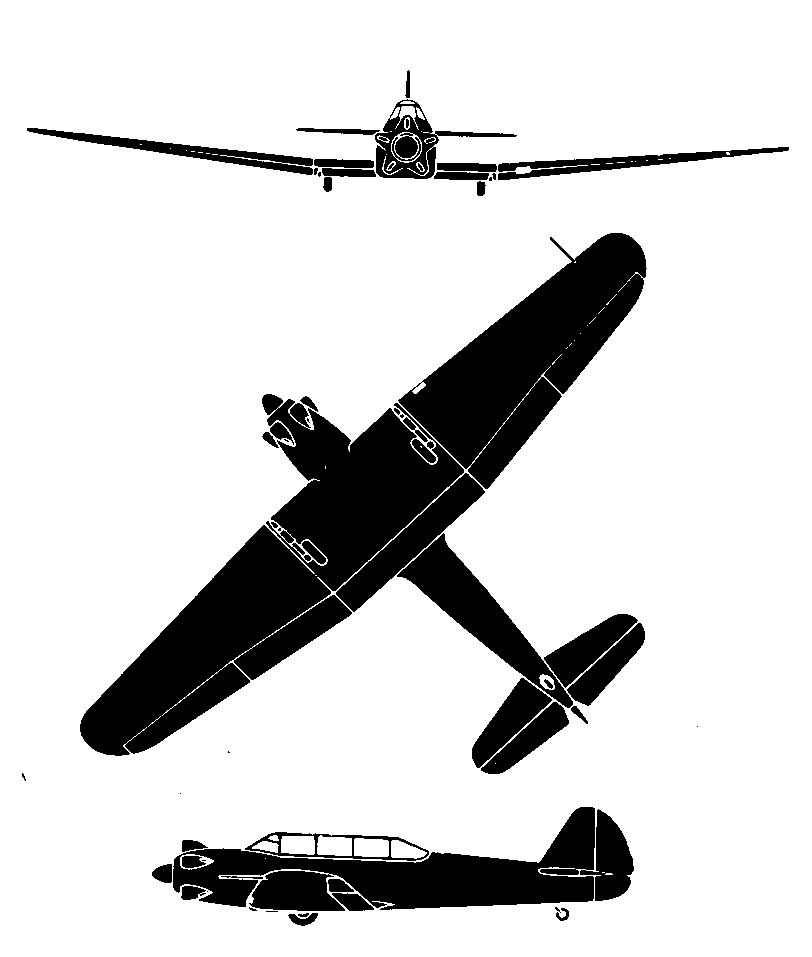
雅克-18的三视图

苏德战争期间苏联停止研制教练机。战后恢复研制专用教练机。1945年以乌特-2的后期型号УТ-2Л、УТ-2МВ研发雅克-18。原型機生產於1946年，同年亦量產出廠。該型教練機為蘇俄雅科夫列夫設計局生產的Yak型一系列飛機之一，主要建造目的為用來取代早先Yak-5教練機。除了紅軍空軍使用。
1949年10月至1950年2月，中国进口68架雅克-18用于空军的6所航校所需。代号"1号机"。至1954年共进口了256架。
1953年12月中苏两国政府换文，苏联将制造喷气式飞机米格15(含发动机)和教练机雅克18(含发动机)的制造权转让给中国，并提供成套技术资料和样机。1954年2月苏联全套图纸资料送至南昌厂。1954年7月3日  南昌飞机制造厂首架国产飞机试飞成功。第二机械工业部部长赵尔陆参加剪彩。试飞员为24岁的段祥录和刁家平。1954年8月1日，毛泽东兴奋地签发了给南飞全体职工的嘉勉电。8月26日批准投入批生产。1958年停产，共生产交付379架。命名为“红专－501”，1964年11月1日改名为初教5型飞机。1978年全部退役。
波蘭空軍大量生產使用。除此，在阿富汗、阿爾巴尼亞、阿爾及利亞、孟加拉、保加利亞、柬埔寨、捷克、東德、埃及、幾內亞、匈牙利、伊拉克及朝鲜等國空軍，Yak-18亦曾是主力教練機。其中，從1957年開始於阿富汗空軍服役使用的Yak-18甚至到2001年才正式退役。
Yak-18至今仍現存約有40台左右，分布於不同的空軍博物館中。

## 性能
- 机长8.07米
- 翼展10.3米
- 翼面积17.0平方米
- 空重816公斤
- 载油量112公斤
- 正常起飞重量1120公斤
- 最大平飞速度248公里／小时
- 实用升限4000米
- 最大爬升率3.5米／秒
- 最大航程1050公里
- 起飞滑跑距离205米
- 着陆滑跑距离270米
- 动力装置：1台М－11ФР气冷单排星形5缸活塞发动机
- 起飞功率160马力

## 使用國家

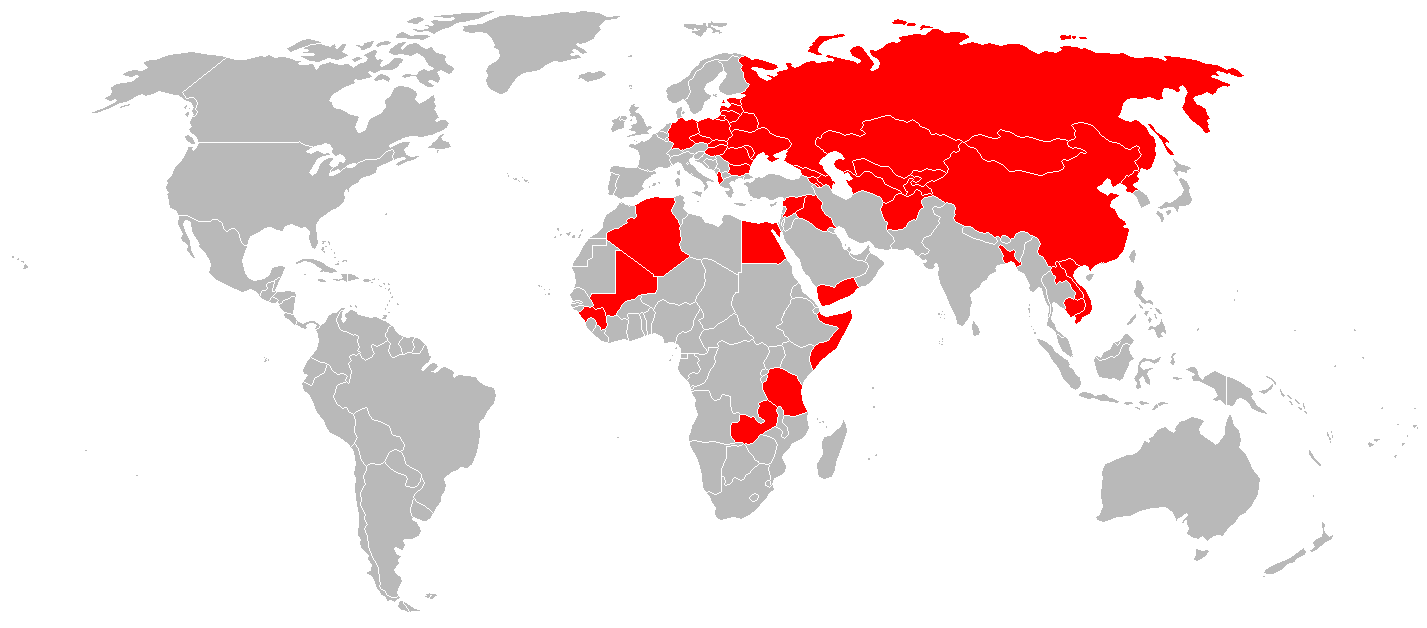
使用國家

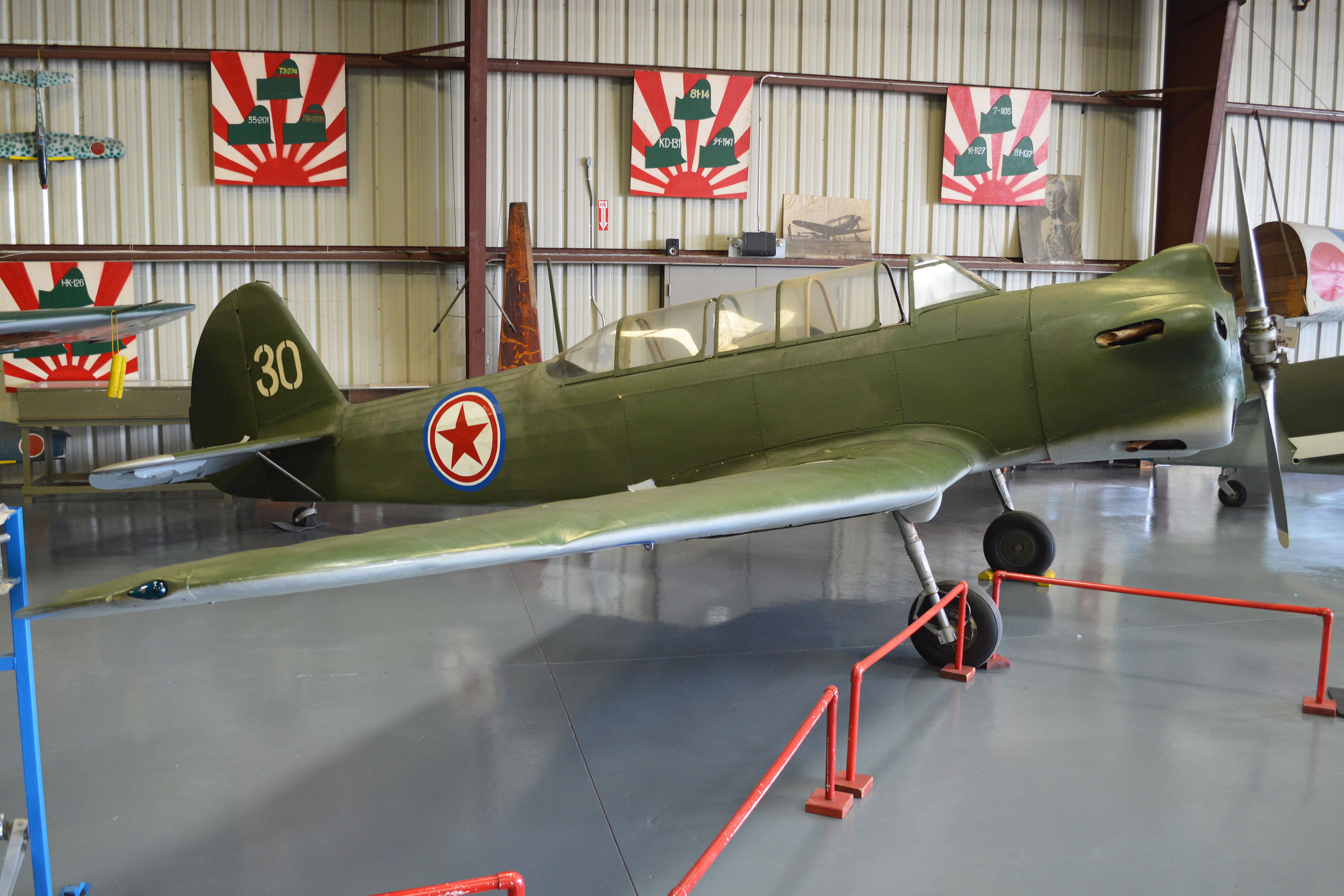
北韓的雅克-18

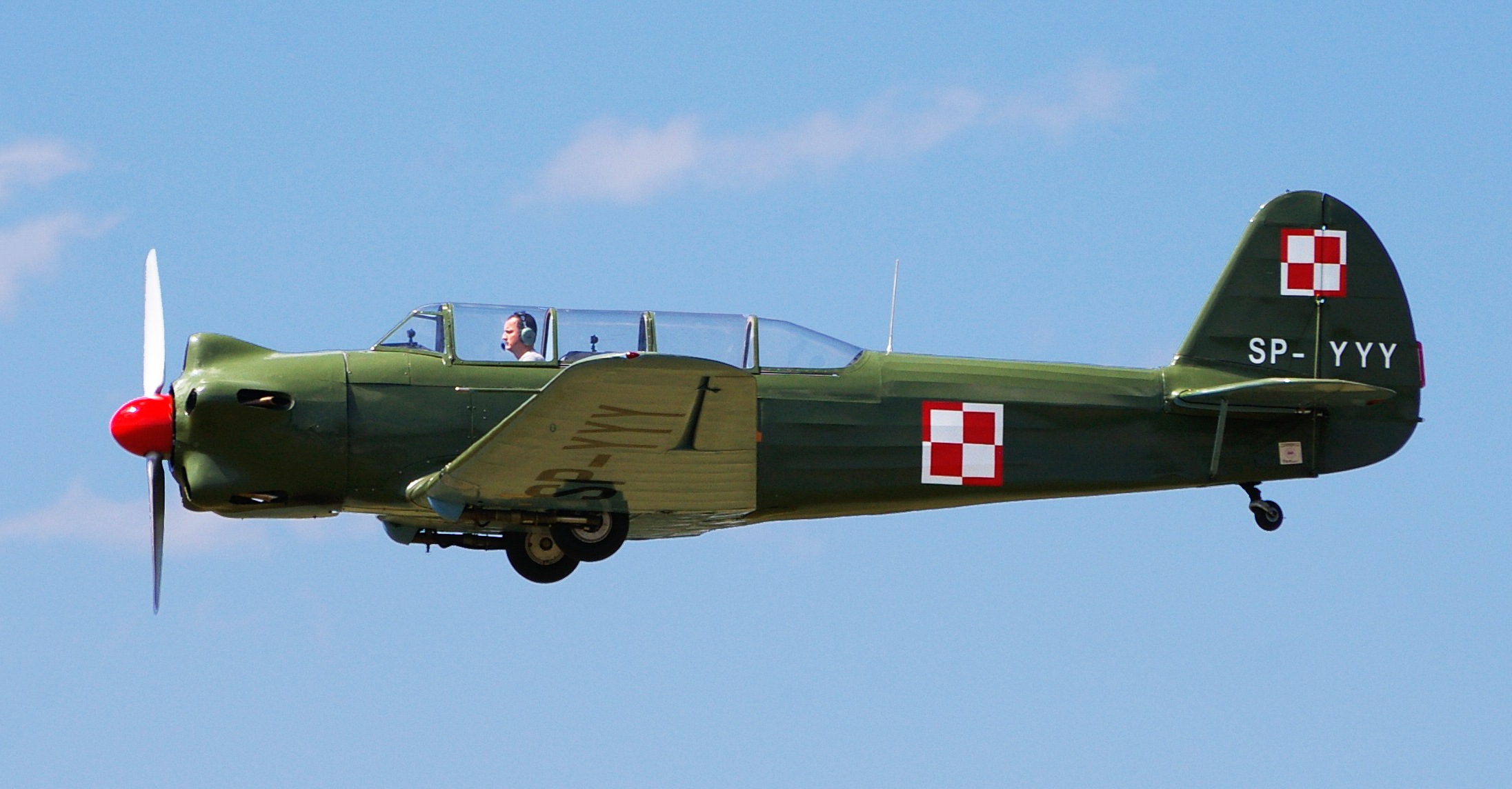
波兰空军的雅克-18

- 苏联（生產國）
- 埃及
- 阿尔巴尼亚
- 阿尔及利亚
- 保加利亚
- 中国
- 东德
- 几内亚
- 伊拉克
- 葉門
- 柬埔寨
- 蒙古国
- 奥地利
- 波蘭
- 羅馬尼亞
- 尚比亞
- 叙利亚
- 捷克斯洛伐克
- 匈牙利
- 越南

## 外部連結
- Description page on aviation.ru （英文）